# فتاة التنس

ملصق فتاة التنس للمصور الفوتوغرافي مارتن إليوت في سبتمبر 1976.

فتاة التنس هو ملصق بريطاني ذي شعبية ثقافية، وهو ملصق يُظْهِرُ إمرأة شابة من الخلف في ملعب كرة مضرب تمشي للأمام لالتقاط كرة التنس وهي تحمل بيدها اليمنى مضرب تنس ويدها اليسرى تقوم برفع تنورة التنس القصيرة ليظهر جزء من أردافها. حيث يظهر أنها لاترتدي أية ملابس داخلية.

## الإنتاج
إلتقط صورة فتاة التنس المصور الفوتوغرافي البريطاني مارتن إليوت في سبتمبر 1976، بمشاركة «فيونا بالتر» (الذي غيرته إلى «فيونا والكر» فيما بعد) الفتاة ذات الثامنة عشر عاما والتي كانت صديقة المصور في تاريخ التقاط الصورة، التقطت الصورة في ملاعب التنس الخاصة بجامعة برمنغهام في إنجلترا، أما ملابس الفتاة فهي من تصميم صديقة الفتاة «كارول كنوت»، كما أنها هي من اختارت مضرب تنس وجميع عناصر الصورة كانت من إخراجه. كما أن الحذاء الرياضي الذي ارتدته الفتاة كان مُقتَرضََا من والدها.

## التاريخ
تم نشر الصورة أولا ضمن تقويم تصدره سلسلة متاجر آثينا سنة 1977 ضمن يوبيل فضي الخاص بالملكة إليزابيث الثانية. وفي نفس السنة توجت فرجينيا وايد بفردي سيدات بطولة ويمبلدون. حينها تفاوضت سلسلة متاجر آثينا جديا للحصول على حقوق ملكية الصورة واستعمالها كملصق. حينها حققت مبيعات انتشارا على نطاق واسع حيث بيعت مليوني نسخة بثم 2£ للوحدة. وعلى الرغم من المتابعة القضائية لشركة آثينا، استمر نشاط الصورة حيث أصبحت متوفرة على عدة متاجر إلكترونية للبيع كموقع أمازون.
صرحت «فيونا بالتر» الفتاة التي ظهرت في الملصق (بعد انفصالت عن إليوت بعد تصوير الملصق بثلاث سنوات)، قالت بأنها لم تشعر بأي إحراج عند التقاط الصورة، كما أنها لم تتلقى أية إهانات أو مضايقات بسببها، «بالتر» التي أصبحت الآن «والكر» هي أم لثلاثة أطفال وهي تعمل حاليا كعامة حرة على الإنترنت في وسترشير. أما «إليوت» فقد توفي في 24 مارس 2010. أما «كنوت» صديقة «بالتر» فتعمل محامية مقيمة في غلوسترشير.
تنورة التنس بيعت خلال مزاد علني في 5 يوليو 2014 خلال نهائي بطولة ويمبلدون 2014 - فردي السيدات حيث بلغ ثمنها 15.000£. فيما بيع المضرب بحوالي 1000 و 2000£. أما الملصق الأصلي فهو الآن ضمن متحف ويمبلدون.